# منفره
منفره (به فرانسوی: Montferrer) یک کمون در فرانسه با جمعیت ۲۲۱ نفر است که در Canton of Arles-sur-Tech واقع شده‌است.